# Куріпка сніжна

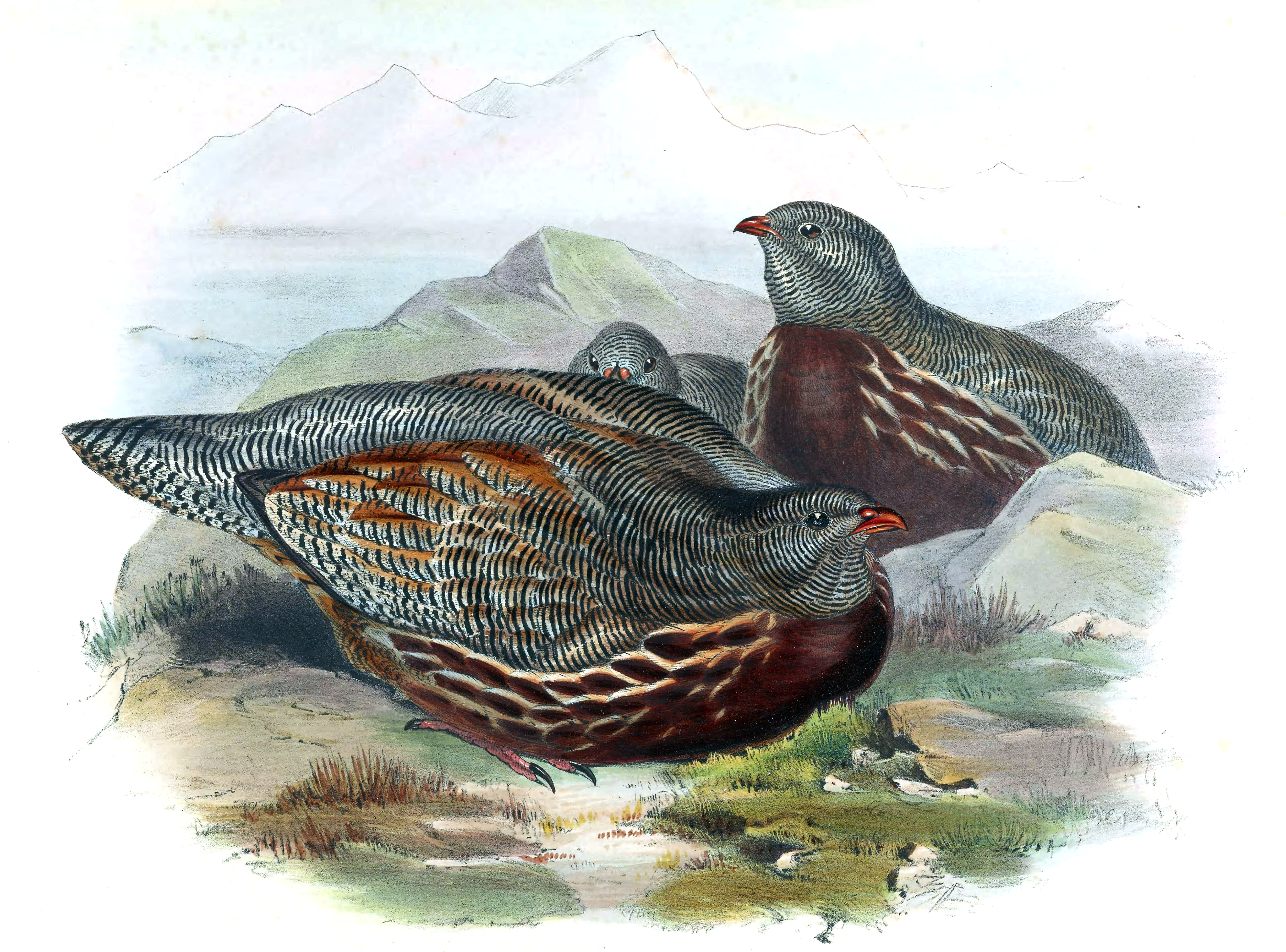
Ілюстрація Джона Гульда

Куріпка сніжна (Lerwa lerwa) — вид фазанів, що водиться в Гімалаях на території Індії, Непалу і КНР. Це птахи розміром 38-40 см завдовжки, самки важать 450—580 г, самці 550—700 г.

## Поширення
Вид мешкає в Гімалаях від Пакистану до Аруначал-Прадеш на висоті від 3000 до 5000 м (рідко нижче 2000 м). Зустрічається над межею дерев, але не на голій і кам’янистій місцевості. Його знайшли в Афганістані, але перконливих доказів немає.